# 处般啜
处般啜，又作处半啜，7世纪西突厥贵族。五咄陆部之一鼠尼施部首领，乙毗射匮可汗重臣。
鼠尼施部首领号称处半啜，处般啜即其异译。龟兹王派遣屈利啜监国焉耆，贞观十八年（644年），安西都护郭孝恪伐焉耆，城破，唐军还师后，随屋利啜（屈利啜）率军重占焉耆，囚禁郭孝恪扶立的焉耆王龙栗婆准，送往龟兹杀害。之后遣使贡唐，唐太宗怒斥他：“焉耆者，我军得之，汝何人，辄敢摄国？”改立栗婆准从父兄龙薛婆阿那支，暗中操纵，实掌国政。贞观二十二年（648年）唐军大至，与薛婆阿那支全都败亡。